# BABY! 恋にKNOCK OUT!
「BABY! 恋にKNOCK OUT!」（ベイビー こいにノックアウト）は、プッチモニの3枚目のシングル。2001年2月28日発売。発売元はzetima。

## 解説
- 新体制での第2弾シングル。
- カップリング曲「ワルツ! アヒルが3羽」はタイトル通り、三拍子のワルツで、オルゴールの音色で始まる。

## 収録曲
全作詞・作曲：つんく
1. BABY! 恋にKNOCK OUT!
  - 編曲：小西貴雄
2. ワルツ! アヒルが3羽
  - 編曲：高橋諭一
3. BABY! 恋にKNOCK OUT! (Instrumental)

## 参加ミュージシャン
1. BABY! 恋にKNOCK OUT!
  - Keyboards & Programming：小西貴雄
  - Manipulator：勝浦剛
  - Guitar：朝井泰生
  - Chorus & Voice：プッチモニ & つんく♂
2. ワルツ!アヒルが3羽
  - Keyboards & Programming：高橋諭一
  - Chorus：プッチモニ

## カバー
- Juice=Juice - 2015年発売のアルバム「First Squeeze!」通常盤 DISC3に収録。